# Cerkiew Opieki Matki Bożej w Bihalach
Cerkiew Opieki Matki Bożej w Bihalach – drewniana parafialna cerkiew greckokatolicka, znajdująca się w Bihalach w gminie Wielkie Oczy, powiecie lubaczowskim, w województwie podkarpackim. 
Wpisana do rejestru zabytków w 1994.

## Historia
Drewniana cerkiew greckokatolicka z 1821, powstała w miejsce poprzedniej, która uległa spaleniu, rozbudowana na przełomie XIX i XX wieku, wyremontowana w 1928, po 1948 użytkowana jako kaplica filialna parafii rzymskokatolickiej w Łukawcu. W 1964 została zaliczona do 4. klasy zabytków. Gruntownie odnowiona w latach 1978-1979 w związku z erygowaniem samodzielnej parafii Opieki Matki Bożej Uzdrowienia Chorych. 

## Galeria

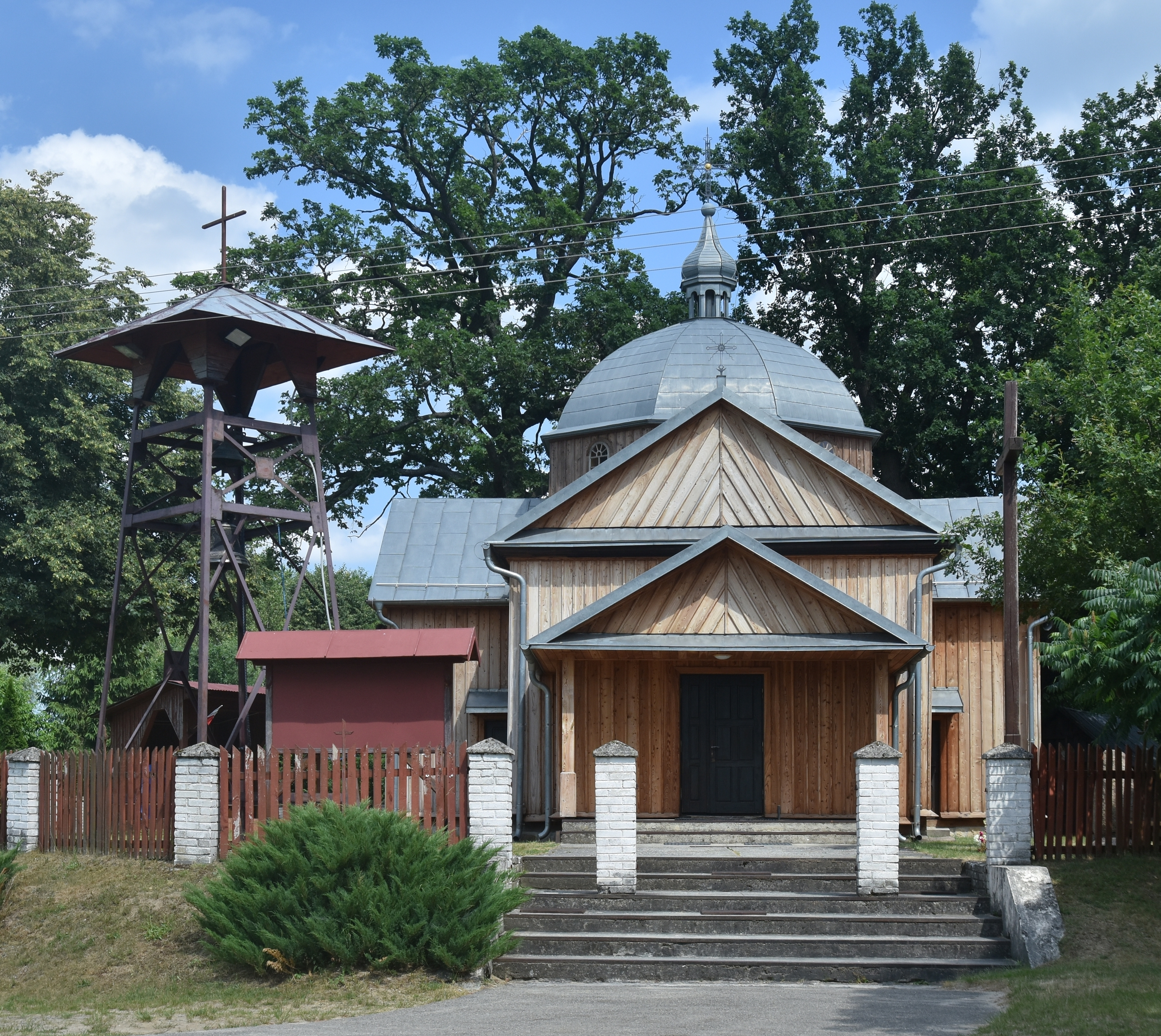
Wejście
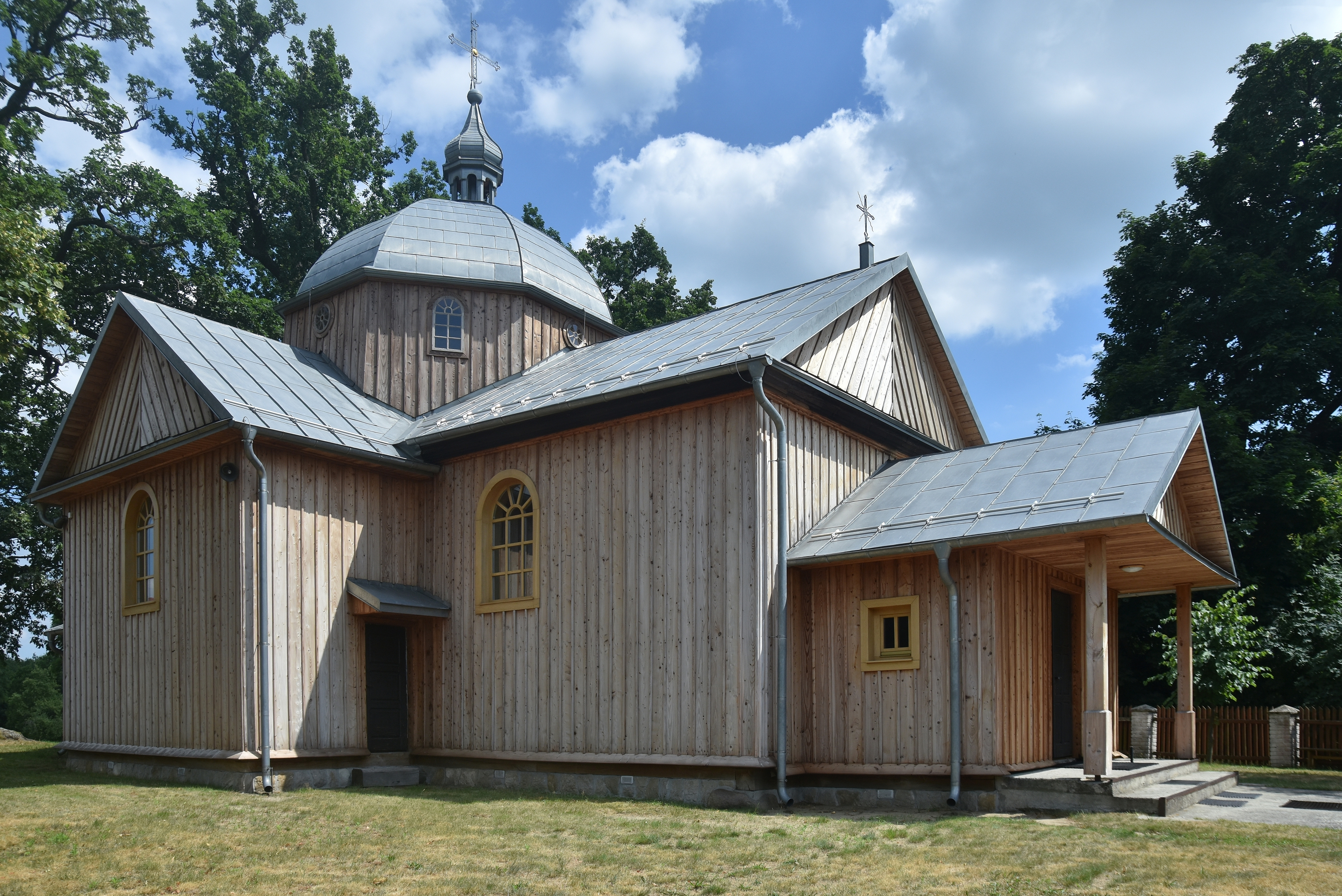
Elewacja boczna
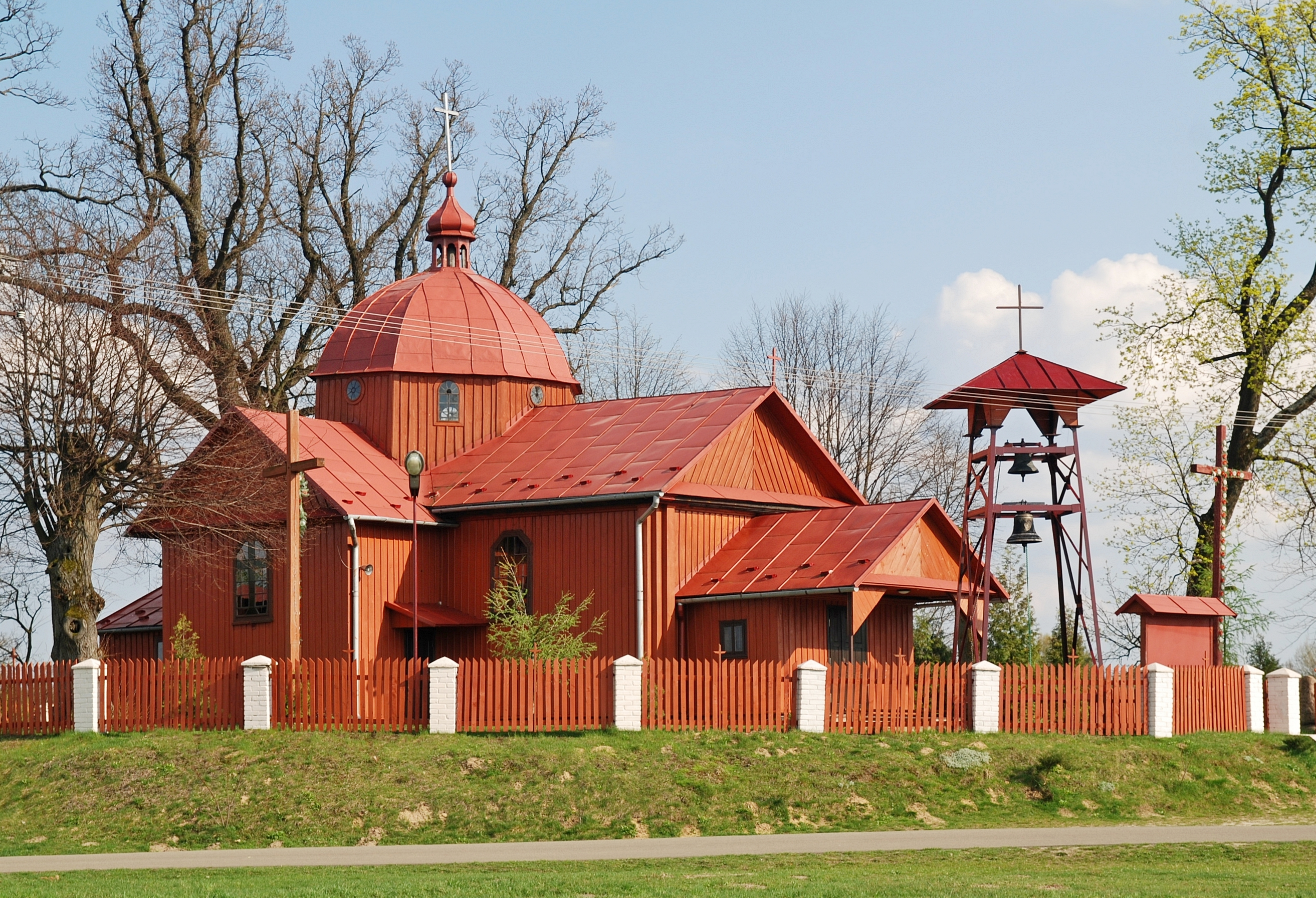
Wygląd świątyni w 2007